# Pygodelphys aquilionaris
Pygodelphys aquilionaris är en kräftdjursart som beskrevs av Rolf Dieter Illg 1958. Pygodelphys aquilionaris ingår i släktet Pygodelphys och familjen Notodelphyidae. Inga underarter finns listade i Catalogue of Life.